# Anna Meklenbursko-Zvěřínská
Anna Meklenbursko-Zvěřínská (14. září 1485, Plau am See – 12. května 1525, Rödelheim) byla sňatkem hesenskou lankraběnkou. Po dobu nezletilosti syna Filipa byla také jmenována regentkou.

## Život
Anna se narodila jako dcera vévody Magnuse II. Meklenburského a Žofie Pomořanské.
V roce 1500 se patnáctiletá Anna provdala za o šestnáct let staršího lankraběte Viléma II. Hesenského, jehož se stala druhou manželkou. Kvůli brzké smrti vládce Horního Hesenska, Viléma III. (1471–1500), a šílenství lankraběte Dolního Hesenska, Viléma I., se v roce 1500 celé Hesensko, včetně hrabství Katzenelnbogen, znovu spojilo pod vládou Viléma II. Vilém II. však v roce 1504 onemocněl - pravděpodobně syfilis - a nebyl v následujících letech schopen vládnout.
Ve své první závěti (datované k roku 1506) jmenoval radu pěti opatrovníků za jeho děti Alžbětu a Filipa, bratra Viléma I. a jeho manželku Annu Brunšvickou a jeho vlastní manželku. Ve své druhé závěti (1508) však určil manželku Annu opatrovnicí (vedle jeho strýce Heřmana Kolínského, který zemřel v roce 1508) a jmenoval dva rádce, aby jí pomáhali.
V roce 1509 Vilém II. zemřel. Anniny nároky na regentství však nebyly uznány ani hesenskými stavy, ani Saskem. V červenci 1509 proběhla debata mezi Annou a hesenskými stavy, kteří byli podporováni saskými vévody. Druhá závěť nebyla uznána. Během tohoto období Anna žila na svém vdovském sídle v Gießenu se svou dcerou Alžbětou, zatímco syn Filip zůstal v Kasselu pod dohledem Ludvíka von Boyneburg. Finančně byla závislá na Radě a peněz mnoho nedostávala. To je zřejmé mimo jiné z incidentu v roce 1512. Toho roku se Annina sestra Kateřina provdala za saského vévodu Jindřicha IV. Při té příležitosti chtěla Anna představit u saského dvora svou dceru Alžbětu, která byla v raném věku slíbena Janovi, nejstaršímu synovi vévody Jiřího Saského. Anna požadovala od Rady nějaký damašek na pořádné šaty, ale žádost byla zamítnuta. Anna se pak rozhodla, že svou dceru do Drážďan kvůli jejímu „ošuntělému oblečení“ nevezme.
Věci se změnily v roce 1514. Anna se s podporou mnoha šlechticů a měst dostala k moci. Nikdy nebyla uznána regentkou, ale vládla i po roce 1519, kdy císař Maxmilián I. prohlásil jejího syna za plnoletého.
O posledních letech jejího života je známo velmi málo. V roce 1519 se podruhé provdala za třiadvacetiletého hraběte Otu ze Solms-Laubachu, který zemřel o tři roky později.
Anna zemřela 12. května 1525 ve věku 39 let v Rödelheimu.

## Potomci
20. října 1500 se Anna v Kasselu provdala za Viléma II. Hesenského, se kterým měla tři děti:
- Alžběta Hesenská (1502–1557)
- Magdalena Hesenská (1503–1504)
- Filip I. Hesenský (1504–1567)

7. září 1519 se podruhé provdala za Otu ze Solms-Laubachu, se kterým měla další tři děti:
- Marie ze Solms-Laubachu (1520–1522)
- Fridrich Magnus I. ze Solms-Laubachu (1521–1561)
- Anna ze Solms-Laubachu (1522–1594)

## Annin význam
"Historik musí dát lankraběnce významné místo v hesenských dějinách", napsal v roce 1899 historik Hans Glagau. Lankraběnka Anna Hesenská, rozená vévodkyně meklenburská, by byla hodna historicko-kritického životopisu. Dosud však nevznikla adekvátní reprezentace osobnosti a života lankraběnky.
Život Anny Hesenské je zajímavý z hlediska teologické historie, protože přímo ovlivnila dobu před zavedením reformace v Hesensku Filipem I. v roce 1527. Její manžel ve své závěti nařídil reformy ve všech klášterech v Hesensku. Anna se snažila tyto reformy na některých místech zavést, ale reformy uspěly až za Filipovy vlády, i když je prováděl po svém. Zdálo by se velmi důležité, aby církevní historikové prozkoumali Annin vliv na církevní politiku a církev v Hesensku během reformace v Hesensku a jinde. Ona sama neúnavně pracovala pro kláštery a katolicismus, což způsobilo neshody s jejím synem.
Téma je důležité v širší perspektivě, protože jde o období v historii Hesenska, které nebylo v minulosti příliš studováno: téma pozdního středověku, těsně před reformací, z pohledu významné ženské regentky. Chaotické poměry v Hesensku v letech 1509–1518 byly způsobeny tím, že nebyl k dispozici žádný legitimní vládce a moc musela vykonávat žena.
Zajímavá je v této souvislosti také politická choulostivost konfliktů mezi různými zájmovými skupinami: stavy, Annou a Filipem, rádci jmenovaní Vilémovou vůlí, císařem a saskými knížaty.

## Vývod z předků
|                             |                            |  |                       |                             |  |  |  |  |  |  |  | Magnus I. Meklenburský |
|                             |                            |  |                       |                             |  |  |  |  |  |  |  |                        |
|                             | Jan IV. Meklenburský       |  |                       |                             |  |  |  |  |  |  |  |                        |
|                             |                            |  |                       |                             |  |  |  |  |  |  |  |                        |
|                             |                            |  |                       | Alžběta Pomořanská          |  |  |  |  |  |  |  |                        |
|                             |                            |  |                       |                             |  |  |  |  |  |  |  |                        |
|                             | Jindřich IV. Meklenburský  |  |                       |                             |  |  |  |  |  |  |  |                        |
|                             |                            |  |                       |                             |  |  |  |  |  |  |  |                        |
|                             |                            |  |                       | Erik IV. Sasko-Lauenburský  |  |  |  |  |  |  |  |                        |
|                             |                            |  |                       |                             |  |  |  |  |  |  |  |                        |
|                             | Kateřina Sasko-Lauenburská |  |                       |                             |  |  |  |  |  |  |  |                        |
|                             |                            |  |                       |                             |  |  |  |  |  |  |  |                        |
|                             |                            |  |                       | Žofie Brunšvicko-Lüneburská |  |  |  |  |  |  |  |                        |
|                             |                            |  |                       |                             |  |  |  |  |  |  |  |                        |
|                             | Magnus II. Meklenburský    |  |                       |                             |  |  |  |  |  |  |  |                        |
|                             |                            |  |                       |                             |  |  |  |  |  |  |  |                        |
|                             |                            |  |                       | Fridrich V. Norimberský     |  |  |  |  |  |  |  |                        |
|                             |                            |  |                       |                             |  |  |  |  |  |  |  |                        |
|                             | Fridrich I. Braniborský    |  |                       |                             |  |  |  |  |  |  |  |                        |
|                             |                            |  |                       |                             |  |  |  |  |  |  |  |                        |
|                             |                            |  |                       | Alžběta Míšeňská            |  |  |  |  |  |  |  |                        |
|                             |                            |  |                       |                             |  |  |  |  |  |  |  |                        |
|                             | Dorotea Braniborská        |  |                       |                             |  |  |  |  |  |  |  |                        |
|                             |                            |  |                       |                             |  |  |  |  |  |  |  |                        |
|                             |                            |  |                       | Fridrich Bavorský           |  |  |  |  |  |  |  |                        |
|                             |                            |  |                       |                             |  |  |  |  |  |  |  |                        |
|                             | Alžběta Bavorská           |  |                       |                             |  |  |  |  |  |  |  |                        |
|                             |                            |  |                       |                             |  |  |  |  |  |  |  |                        |
|                             |                            |  |                       | Maddalena Visconti          |  |  |  |  |  |  |  |                        |
|                             |                            |  |                       |                             |  |  |  |  |  |  |  |                        |
| Anna Meklenbursko-Zvěřínská |                            |  |                       |                             |  |  |  |  |  |  |  |                        |
|                             |                            |  |                       |                             |  |  |  |  |  |  |  |                        |
|                             |                            |  | Barnim VI. Pomořanský |                             |  |  |  |  |  |  |  |                        |
|                             |                            |  |                       |                             |  |  |  |  |  |  |  |                        |
|                             | Wartislaw IX. Pomořanský   |  |                       |                             |  |  |  |  |  |  |  |                        |
|                             |                            |  |                       |                             |  |  |  |  |  |  |  |                        |
|                             |                            |  |                       | Veronika Norimberská        |  |  |  |  |  |  |  |                        |
|                             |                            |  |                       |                             |  |  |  |  |  |  |  |                        |
|                             | Erik II. Pomořanský        |  |                       |                             |  |  |  |  |  |  |  |                        |
|                             |                            |  |                       |                             |  |  |  |  |  |  |  |                        |
|                             |                            |  |                       | Erik IV. Sasko-Lauenburský  |  |  |  |  |  |  |  |                        |
|                             |                            |  |                       |                             |  |  |  |  |  |  |  |                        |
|                             | Žofie Sasko-Lauenburská    |  |                       |                             |  |  |  |  |  |  |  |                        |
|                             |                            |  |                       |                             |  |  |  |  |  |  |  |                        |
|                             |                            |  |                       | Žofie Brunšvicko-Lüneburská |  |  |  |  |  |  |  |                        |
|                             |                            |  |                       |                             |  |  |  |  |  |  |  |                        |
|                             | Žofie Pomořanská           |  |                       |                             |  |  |  |  |  |  |  |                        |
|                             |                            |  |                       |                             |  |  |  |  |  |  |  |                        |
|                             |                            |  |                       | Bogislaw VIII. Pomořanský   |  |  |  |  |  |  |  |                        |
|                             |                            |  |                       |                             |  |  |  |  |  |  |  |                        |
|                             | Bogislav IX. Pomořanský    |  |                       |                             |  |  |  |  |  |  |  |                        |
|                             |                            |  |                       |                             |  |  |  |  |  |  |  |                        |
|                             |                            |  |                       | Žofie Holštýnská            |  |  |  |  |  |  |  |                        |
|                             |                            |  |                       |                             |  |  |  |  |  |  |  |                        |
|                             | Žofie Pomořanská           |  |                       |                             |  |  |  |  |  |  |  |                        |
|                             |                            |  |                       |                             |  |  |  |  |  |  |  |                        |
|                             |                            |  |                       | Zemovít IV. Mazovský        |  |  |  |  |  |  |  |                        |
|                             |                            |  |                       |                             |  |  |  |  |  |  |  |                        |
|                             | Marie Mazovská             |  |                       |                             |  |  |  |  |  |  |  |                        |
|                             |                            |  |                       |                             |  |  |  |  |  |  |  |                        |
|                             |                            |  |                       | Alexandra Litevská          |  |  |  |  |  |  |  |                        |
|                             |                            |  |                       |                             |  |  |  |  |  |  |  |                        |